# Forges-les-Eaux
Forges-les-Eaux là một xã trong vùng hành chính Normandie, thuộc tỉnh Seine-Maritime, quận Dieppe, tổng Forges-les-Eaux. Tọa độ địa lý của xã là 49° 36' vĩ độ bắc, 1° 32' kinh độ đông. Forges-les-Eaux nằm trên độ cao trung bình là 161 mét trên mực nước biển, có điểm thấp nhất là 124 mét và điểm cao nhất là 171 mét. Xã có diện tích 5,22 km², dân số vào thời điểm 1999 là 3465 người; mật độ dân số là 664 người/km².

## Thông tin nhân khẩu
| 1962  | 1968  | 1975  | 1982  | 1990  | 1999  |
| ----- | ----- | ----- | ----- | ----- | ----- |
| 2.914 | 2.974 | 3.211 | 3.611 | 3.376 | 3.465 |